# Cratere Mercurius
Mercurius è un cratere lunare di 64,3 km situato nella parte nord-orientale della faccia visibile della Luna.